# Pomeštak
Pomeštak je nenaseljeni otočić u hrvatskom dijelu Jadranskog mora. Nalazi se ispred naselja Pomena (na zapadnom rubu otoka Mljeta), od kojega je udaljen 300 metara. 
Njegova površina iznosi 0,234 km². Dužina obalne crte iznosi 2,67 km. Najviši vrh otoka je visok 45 m/nm.
Na otoku je nudistička plaža.